# Kanton La Fresnaye-sur-Chédouet
Kanton Fresnaye-sur-Chédouet is een voormalig kanton van het Franse departement Sarthe. Kanton Fresnaye-sur-Chédouet maakte deel uit van het arrondissement Mamers en telde 3522 inwoners (1999).
In 2015 werd het kanton La Fresnaye-sur-Chédouet bij het kanton Mamers gevoegd.

## Gemeenten
Het kanton La Fresnaye-sur-Chédouet omvatte de volgende gemeenten:
- Aillières-Beauvoir
- Blèves
- Chassé
- Chenay
- La Fresnaye-sur-Chédouet (hoofdplaats)
- Les Aulneaux
- Lignières-la-Carelle
- Louzes
- Montigny
- Neufchâtel-en-Saosnois
- Roullée
- Saint-Rigomer-des-Bois